# Ferdinand Kamba
Ferdinand Kamba (19. srpna 1907 Kuřim – 1992) byl akademický malíř a arteterapeut.

## Život
Studoval Akademii výtvarných umění v Praze, na Matematicko-fyzikální fakultě Univerzity Karlovy a studium ukončil na pařížské Sorbonně. Ve Francii též prošel výcvikem v arteterapii. Od 1. 1. 1957 do 31. 12. 1971 vedl ateliér arteterapie v Psychiatrické nemocnici v Praze–Bohnicích.